# Corson County
Corson County ist ein County im Norden von South Dakota, Vereinigte Staaten. Das U.S. Census Bureau hat bei der Volkszählung 2020 eine Einwohnerzahl von 3902 ermittelt. Der Sitz der Countyverwaltung (County Seat) ist in McIntosh.

## Geographie
Der Bezirk hat eine Fläche von 6551 Quadratkilometern; davon sind 146 Quadratkilometer (2,23 Prozent) Wasserflächen. Er ist in 11 Townships eingeteilt: Custer, Delaney, Lake, Mission, Pleasant Ridge, Prairie View, Ridgeland, Rolling Green, Sherman, Wakpala und Watauga; sowie vier unorganisierte Territorien: Central Corson, Lemmon No. 2, Northeast Corson und West Corson.

## Geschichte
Das County wurde am 2. März 1909 gegründet und nach Dighton Corson benannt, einem Richter am South Dakota Supreme Court.

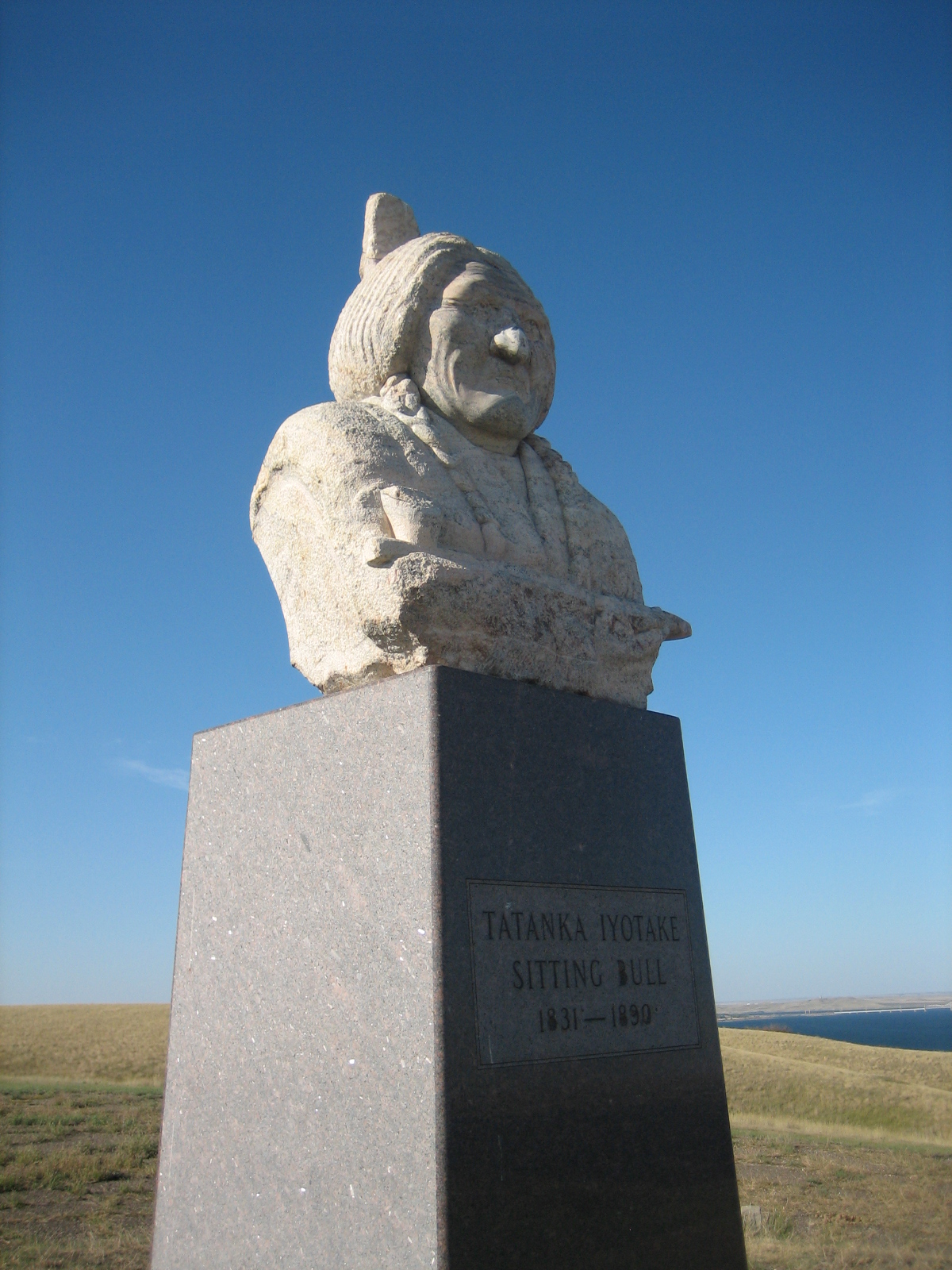
Das Sitting Bull Monument ist einer von acht Einträgen des Countys im NRHP.

Acht Bauwerke und Stätten des Countys sind im National Register of Historic Places (NRHP) eingetragen (Stand 30. Juli 2018).

## Städte und Gemeinden
Städte (cities)
- McIntosh
- McLaughlin

Gemeinden (towns)
- Morristown

Census-designated places
- Bullhead
- Little Eagle

Gemeindefreies Gebiet
- Walker